# Bella Abzugová
Bella Abzugová (rodným jménem Bella Savitzky; 24. července 1920 New York – 31. března 1998 New York) byla americká právnička, politička a aktivistka židovského původu. Byla přední představitelkou amerického feminismu, v rámci nějž prosazovala tzv. ekofeminismus. Byla poslankyní amerického Kongresu za Demokratickou stranu v letech 1971–1977 (zvolena za obvod New York).

## Život
Oba její rodiče byli židovští přistěhovalci hovořící jidiš z území dnešní Ukrajiny. Její náboženská výchova ovlivnila její příklon k feminismu. "Myslím, že to bylo během návštěv synagogy, kdy jsem měla své první myšlenky jako feministická rebelka. Nelíbilo se mi, že ženy byly odsunuty do zadních řad," řekla k tomu později. (V synagoze ženy sedí mimo hlavní auditorium, na speciálním balkónu). Dalším zraňujícím zážitkem pro ni bylo, když jí jako dceři nebylo v synagoze dovoleno odříkat kadiš (modlitbu za mrtvé), když jí ve třinácti letech zemřel otec. Přesto se s judaismem nikdy zcela nerozešla a k židovské kulturní tradici se hlásila i jinak. Byla členkou American Jewish Congress a podporovala též sionismus.
Vystudovala politologii na City University of New York a práva na Kolumbijské univerzitě. V roce 1945 byla přijata do newyorské advokátní komory, jako jedna z prvních žen. Svou kariéru zahájila ve firmě Pressman, Witt & Cammer, kde často pracovala na případech z oblasti pracovního práva. Brzy se ujala i případů občanských práv na jihu Spojených států. Odvolala se proti případu Willieho McGeeho, černocha odsouzeného v roce 1945 za znásilnění bílé ženy v Laurelu ve státě Mississippi a odsouzeného k smrti čistě bílou porotou, která rokovala jen dvě a půl minuty. Odvolání prohrála a muž byl popraven. Během éry mccarthismu byla jedním z mála advokátů ochotných otevřeně bojovat proti Výboru pro neamerickou činnost. V 60. letech se zapojila do boje za ženská práva a proti válce ve Vietnamu.
Roku 1971 byla zvolena do Kongresu. Byla jedním z prvních členů Kongresu, kteří podporovali práva homosexuálů, a předložila první federální zákon na jejich ochranu, známý jako Zákon o rovnosti z roku 1974 (předkládala ho spolu s dalším demokratickým poslancem Edem Kochem, který se později stal starostou New Yorku). Byla předkladatelkou zákona o rovných úvěrových příležitostech, který zakazoval diskriminaci žadatele o hypotéku na základě rasy, barvy pleti, náboženství, národnostního původu, pohlaví, rodinného stavu nebo věku.
Byla známa jako jedna z velmi vulgárních političek, o gay aktivistovi Dougu Irelandovi například mluvila jako o "tlustém čurákovi". Ačkoli byly na půdě sněmovny zakázány klobouky, Abzugová je tam často nosila, a to záměrně ty velmi barevné a výrazné. Její vášnivost ji vynesla přezdívky jako Bella bojovnice, Hurikán Bella nebo Matka kuráž. O jejím silném hlase prohlásil spisovatel Norman Mailer, že by překřičel i řidiče taxíku'.
Politická kariéra Abzugové skončila, když nezískala demokratickou nominaci do Senátu v roce 1976. Primárky tehdy prohrála s umírněnějším Danielem Patrickem Moynihanem. Poté už nebyla zvolena na žádnou politickou pozici, ačkoli občas kandidovala.
Věnovala se pak více ženskému aktivismu a psaní. Na začátku roku 1977 prezident Jimmy Carter ustavil novou Národní komisi pro oslavu Mezinárodního roku žen a jmenoval Abzugovou do jejího čela. V této práci pokračovala jako jedna ze dvou spolupředsedkyň Národního poradního výboru pro ženy, a to až do svého odvolání v lednu 1979, které vytvořilo napětí mezi Carterovou administrativou a feministickými organizacemi. Napsala dvě knihy: Bella: Ms. Abzug Goes to Washington a The Gender Gap, kterou vytvořila společně s přítelkyní a kolegyní Mim Kelberovou. V 90. letech se soustředila na propojení feminismu a ekologických otázek. V roce 1994 byla uvedena do Národní ženské síně slávy. V roce 2017 časopis Time zařadil Abzugovou mezi 50 žen, které se zapsaly do americké politické historie.

## Soukromí a zajímavosti
V roce 1944 se provdala za Martina Abzuga, spisovatele a burzovního makléře. Potkali se v autobuse v Miami, když oba mířili na koncert Yehudi Menuhina. Zůstali manželé až do jeho smrti v roce 1986. Měli spolu dvě dcery.
Objevila se ve filmu Woodyho Allena Manhattan, kde hrála sama sebe. Jako postava se objevila v autobiografické knize Shirley MacLaineové Out on a Limb (1983) a v televizním zpracování této knihy z produkce ABC z roku 1987, kde ji ztvárnila Anne Jacksonová. V roce 2020 byla též jednou z postav seriálu Mrs. America, hrála ji zde Margo Martindaleová.